# Stereodecoder

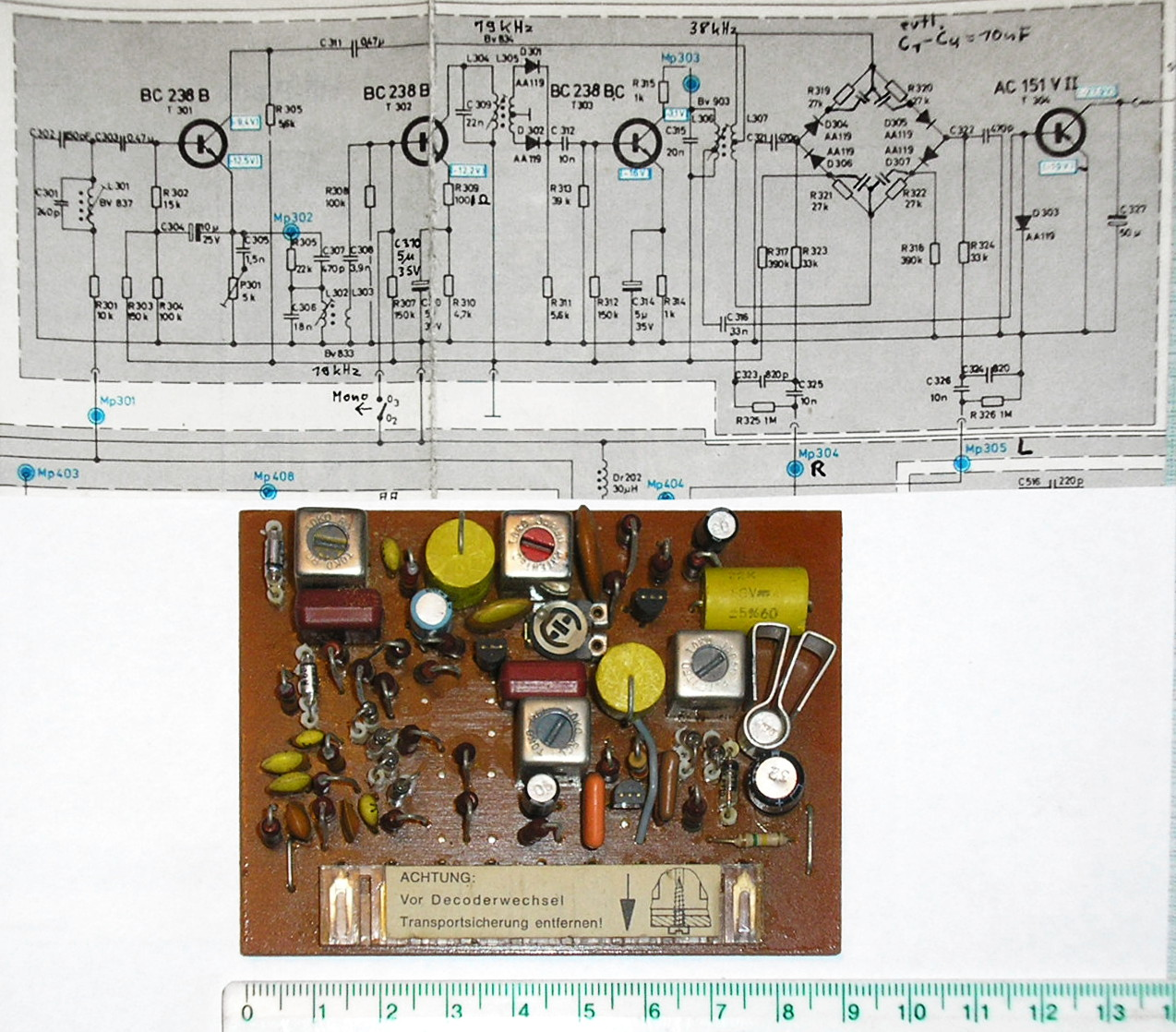
Stereodecoderplatine mit vier Transistoren (Telefunken, 1971)

Als Stereodecoder wird der Teil eines Empfängers für Analogrundfunk bezeichnet, der das von einem stereofonen Sender ausgestrahlte Tonsignal decodiert und als linkes und rechtes Audiosignal dem Audioverstärker zur Verfügung stellt.
Im Laufe der geschichtlichen Entwicklung haben sich unterschiedliche Verfahren zur analogen Stereoton-Übertragung entwickelt, dementsprechend kommen auch unterschiedliche Stereodecoder zum Einsatz:
- Pilotton-Multiplexverfahren bei UKW-Rundfunk.
- C-QUAM und ISB auf Mittelwelle (AM-Stereo-Verfahren) (in USA, Russland, Südafrika und Australien, nur vereinzelt in Europa).

## Digitalrundfunk
Mit Aufkommen des digitalen Rundfunks (engl. digital audio broadcasting – DAB) wurde es durch die Art der Signalübertragung im Rahmen von Datenströmen möglich, eine größere Anzahl von unterschiedlichen Audiosignalen parallel zu übertragen und beispielsweise auch ein Raumklangsignal (vier bzw. fünf Kanäle) zu übertragen. In diesem Fall besteht für die Erreichung der Stereo-Funktionalität keine Notwendigkeit zu dem aus der analogen Übertragungsverfahren her bekannten Stereodecodern.